# Intro (gry komputerowe)
Intro – nieinteraktywna sekwencja wyświetlana na początku gry komputerowej, mająca za zadanie objaśnić główne założenia fabularne, przedstawić postać gracza bądź, poprzez swoją atrakcyjną formę, zachęcić do grania (jak np. w grach wyścigowych). Pierwotnie miała formę krótkiego filmu lub animacji, z czasem dzięki rozwojowi grafiki komputerowej przyjęła także formę sceny renderowanej na silniku gry.
Intro jest obecne w większości produkowanych obecnie gier. Zwykle tworzone jest za pomocą animacji komputerowej, często renderowanej w czasie rzeczywistym przez silnik graficzny, chociaż niektóre nagrywane są przez prawdziwych aktorów (live action bądź przy pomocy techniki przechwytywania ruchu). Intro, podobnie jak cut scenki czy outro, zazwyczaj jest wyraźnie oddzielone od właściwej rozgrywki, aczkolwiek w niektórych grach moment zakończenia intra i rozpoczęcia rozgrywki jest niemalże niezauważalny, np. w Race Driver: GRID, gdzie gracz, myśląc, że nadal ogląda wprowadzenie, otrzymał już kontrolę nad samochodem.